# Primož Krašna
Primož Krašna, slovenski likovni pedagog, stripar, vizualni umetnik in fotograf  * 4. junij 1976, Šempeter pri Gorici
Zgodnja otroška leta je preživel v Ajdovščini. Kasneje se je njegova družina preselila v bližnjo vas Budanje. Leta 1995 je zaključil šolanje na Srednji šoli za oblikovanje in fotografijo v Ljubljani (smer industrijsko oblikovanje). Študiral je na Pedagoški fakulteti Univerze v Mariboru (smer likovna pedagogika), kjer je leta 2001 diplomiral. Primož Krašna je vrsto let poučeval Likovno umetnost na Osnovni šoli Rače in Osnovni šoli Fram. Trenutno je zaposlen kot svetovalec za likovno umetnost na Zavodu RS za šolstvo.

## Stripovski mini albumi
Prve stripe je avtor začel risati že v srednješolskem obdobju. V času študija je ustvarjal komične pasične in celostranske stripe, ki jih je objavljal v Mariborskih študentskih časopisih Varia in Spekter. Po letu 2001 so komične stripe zamenjali kontrastni in vsebinsko mračnejši pasični stripi. Avtor jih je zbral in jih leta 2002 objavil v svojem prvem stripovskem mini albumu z naslovom Črni kader. Vsebinsko črno-bele pasice govorijo o družbenokritičnem pogledu na vsakdan z osebno izpovedno noto. V stripih je avtor izrisal tesnobnost in brezizhodnost situacije. Vendar stripi ne izhajajo iz cinizma in apatije, temveč odpirajo vsakodnevne probleme z namenom rešitve in napredka. Kot je zapisala Janja Batič "gre za črno-bele stripe v katerih je avtor s črnimi kadri podal tesnobnost in brezizhodnost, hkrati pa nam je dopustil prostor za razmislek". Prvemu je sledilo še šest mini stripovskih albumov: Življenje (2002), Stardust (2003), Furor (2003), Ko postanem žival (2003) Človeška narava (2004) in Sentimental journey (2004). Kot pravi Vojko Urbančič preveva serijo mini stripov estetika undergrounda. Ob samostojnih izdajah, ki so izšle v majhnih izdajah v samozaložbi, se je avtor večkrat predstavil tudi s krajšimi stripi v stripovskih revijah kot so Stripburger, Strip Rovte in Literatura.

## Poslušaj, fant moj!
V letu 2016 se je Primož Krašna predstavil s svojim prvim stripovskim albumom večjega formata Poslušaj, fant moj!. Sedem daljših stripov združenih v albumu je nastalo med leti 2002 in 2004. Posebnost stripovskega albuma je uporaba likovne tehnike luščenke, ki s svojim črno-belim pristopom omogoča grafično kontrasten izgled tablojev. Vsebinsko se stripi združujejo v tri poglavja. Prvi sklop združen v poglavju Temna soba sestavljajo stripi narejeni po literarnih predlogah. Drugi sklop sestavljajo avtobiografski stripi pod naslovom Maske. Tretji sklop stripov z oznako Iluzija iluzije sestavlja stripe oblikovane po avtorjevih domišljijskih besedilih. V stripovskem albumu še posebej izstopajo tri krajše zgodbe; Cankarjeve Muhe, Deset dni in Gradnikova stripovska adaptaciji Črni angeli "ki sodijo med njegova najboljša zgodnejša dela".

## Domov
Avtor je začel avgusta 2015 na svojem blogu objavljati strip z naslovom Domov. Gre za prvi del osebnoizpovedne trilogije s podnaslovom Naslednja postaja Maribor, ki jo je avtor začel risati že leta 2003. Avtor v svoji stripovski avtobiografiji opisuje vsakdanje življenje v dveh časovnih dimenzijah. Spomini iz preteklosti so oblikovani v modrih, inserti sedanjosti pa v oranžnih barvnih odtenkih. Stripovski album je izšel v janarju 2023 pri založbi Forum. Kot so zapisali pri reviji Stripburger o avtorju: v prvem delu trilogije pred nas razgrinja spomine prvoosebnega pripovedovalca na čas od avgusta 1991 do avgusta 1997, ko so potekala njegova najbolj formativna leta. Spomine na svoje odraščanje, ko si je najbolj od vsega želel preseči občutek izkoreninjenosti, ki ga spremlja vse življenje, in najti takšno mesto pod soncem, kjer bi se vsaj začasno lahko počutil kot doma, spretno prepleta s svojim življenjem v sedanjosti, v kateri si je že uspel ustvaril svoj lasten dom in najti tisto varnost, ki jo nekoč tako zelo pogrešal.

## Stripovske izdaje
- Lojzkove Dogodivščine, Varia, številka 2, letnik 4, 1999
- Lojzkove Dogodivščine, Varia, številka 4, letnik 4, 1999
- Johnny, Spekter (ŠOUM), številka 1, letnik IV, 1999
- Črni kader, samozaložba, 2002
- Življenje, samozaložba, 2002
- Stardust, samozaložba, 2003
- Furor, samozaložba, 2003
- Ko postanem žival, samozaložba 2003
- Krč, Strip Rovte, DRMK, 2003
- Ten days Warburger, Stripburger - posebna izdaja, 2003
- Kopalci, samozaložba, 2004
- Človeška narava, samozaložba, 2004
- V deželi črt, Ciciban, Januar 2004
- Muhe, Stripburger št. 37, 12. letnik, 2004
- Sentimental journey, Stripburger Dirty Dozen & The Lucky 13, št. 38, letnik 12, 2004
- Zakaj se bojimo netopirjev, Glej netopir, letnik 1, številka 1, 2004
- Stripart 2004, MKC Maribor, junij 2004
- Sunday, MOCOCO, La boite de Aluminium, januar 2005
- Črni Angeli, Literatura št 163/164, letnik XVII, januar/februar 2005
- Psi, Stripburger št. 40, letnik 13, 2005
- Love story, Killers comic magazine, 2005
- Poslušaj, fant moj!, samozaložba 2016
- Lupina, samozaložba, 2017
- Domov, revija Apokalipsa št. 209/210, 2017
- O fantu, ki je našel, Stripburger št. 70, letnik 26, 2017
- Topoli pred nevihto, Revija Mentor, letnik 2017, številka 4, 2017
- Modra kuverta, Stripburger št. 72, 27. letnik, 2018
- Cvetje v jeseni, Ne znamo bit’tiho, Katalog Radia Študent ob petdesetletnici, 2019
- Ko postanem žival, Komikaze #20, 2021
- Furor, Komikaze #20, 2021
- Revolucionar, Literatura, mesečnik za književnost, št. 371, Letnik XXXIV, 2022
- Zavetišče, revija Apokalipsa št. 261/262, 2022
- Domov, naslednja postaja Maribor, Založba Forum, Zbirka O, 2023